# Jan (Haikal)
Jan, imię świeckie Shafic Haikal (ur. 7 czerwca 1967 w Dżurat Arsun) – libański duchowny prawosławny posługujący w Niemczech, od 2011 biskup pomocniczy metropolii Niemiec i Europy Centralnej Patriarchatu Antiocheńskiego.

## Życiorys
Święcenia prezbiteratu przyjął w 1997 r. 6 sierpnia 2011 otrzymał chirotonię biskupią.